# Кољски залив
Кољски залив (рус. Кольский залив) уски је залив фјордовског типа на северној обали Мурманске области Русије, у акваторији Баренцовог мора. Дугачак је 57 километара, са максималном ширином до 7 километара. Дубина воде на ушћу у залив достиже 200 до 300 метара и постепено опада идући ка унутрашњости. Амплитуда плиме и осеке износи око 4 метра.
Западна обала залива је доста виша и стрмија у односу на источну. У току зиме под ледом су једино најјужнији делови залива. Најважније реке које се директно уливају у Кољски залив су Тулома и Кола. На источној обали залива налазе се градови Мурманск и Североморск, док је на западној обали лука Запољарни.
Током 2005. године преко јужног дела залива саграђен је друмски мост са 4 траке дужине око 2,5 километара.